# Helmut Spieß (Regisseur)
Helmut Spieß (* 3. März 1902 in Ilmenau; † 11. März 1962 in Berlin) war ein deutscher Filmregisseur und Dramaturg.

## Leben
Spieß studierte Germanistik in Jena und schloss sein Studium 1933 mit der Dissertation zum Thema Goethe, Eckermann und „Faust auf der Bühne“ ab. Bereits als Student hatte er das Theater der Volkshochschule Jena geleitet. Nach 1933 wurde er Chefdramaturg am Nationaltheater Weimar und arbeitete bei der DEFA von 1950 bis zu seinem Tod 1962.
Zunächst war er bei der DEFA als Dramaturg angestellt und erhielt 1953 nach dem Weggang von Wolfgang Schleif in die BRD die Regie für den Film Hexen übertragen. Nach seinem Regiedebüt, das erfolgreich war, folgten zahlreiche weitere Regiearbeiten für das Kino, sowie kurz vor seinem Tod 1961 mit Flitterwochen ohne Ehemann auch eine Arbeit für das Fernsehen der DDR.

## Filmografie
- 1951: Modell Bianka (Dramaturg)
- 1953: Die Geschichte vom kleinen Muck (Dramaturg)
- 1954: Hexen
- 1955: Robert Mayer – Der Arzt aus Heilbronn
- 1956: Das tapfere Schneiderlein
- 1958: Tilman Riemenschneider
- 1958: Das Stacheltier – Der Lebenslauf (Kurzfilm)
- 1960: Einer von uns
- 1961: Flitterwochen ohne Ehemann (TV)
- 1961: Eine Handvoll Noten (Co-Regie mit Otto Schneidereit)